# Соколье (станция)
Соколье — остановочный пункт Юго-Восточной железной дороги в Липецкой области, ранее, до 2017 года, называлась «О.п. 215 км».
Расположена на линии Грязи — Елец в Елецком районе Липецкой области.
Имеет две платформы. Остановка пригородных электричек.
Выход к разъезду 215 км Елецкого района и к посёлку Лукошкинский Задонского района Липецкой области.